# Gozd Martuljek
Gozd Martuljek (IPA: [ˈɡɔst maɾˈtuːljɛk]) è un insediamento (naselje) della municipalità di Kranjska Gora nella regione statistica dell'Alta Carniola in Slovenia.
Il nome della città è stato cambiato da Gozd a Gozd Martuljek nel 1955.

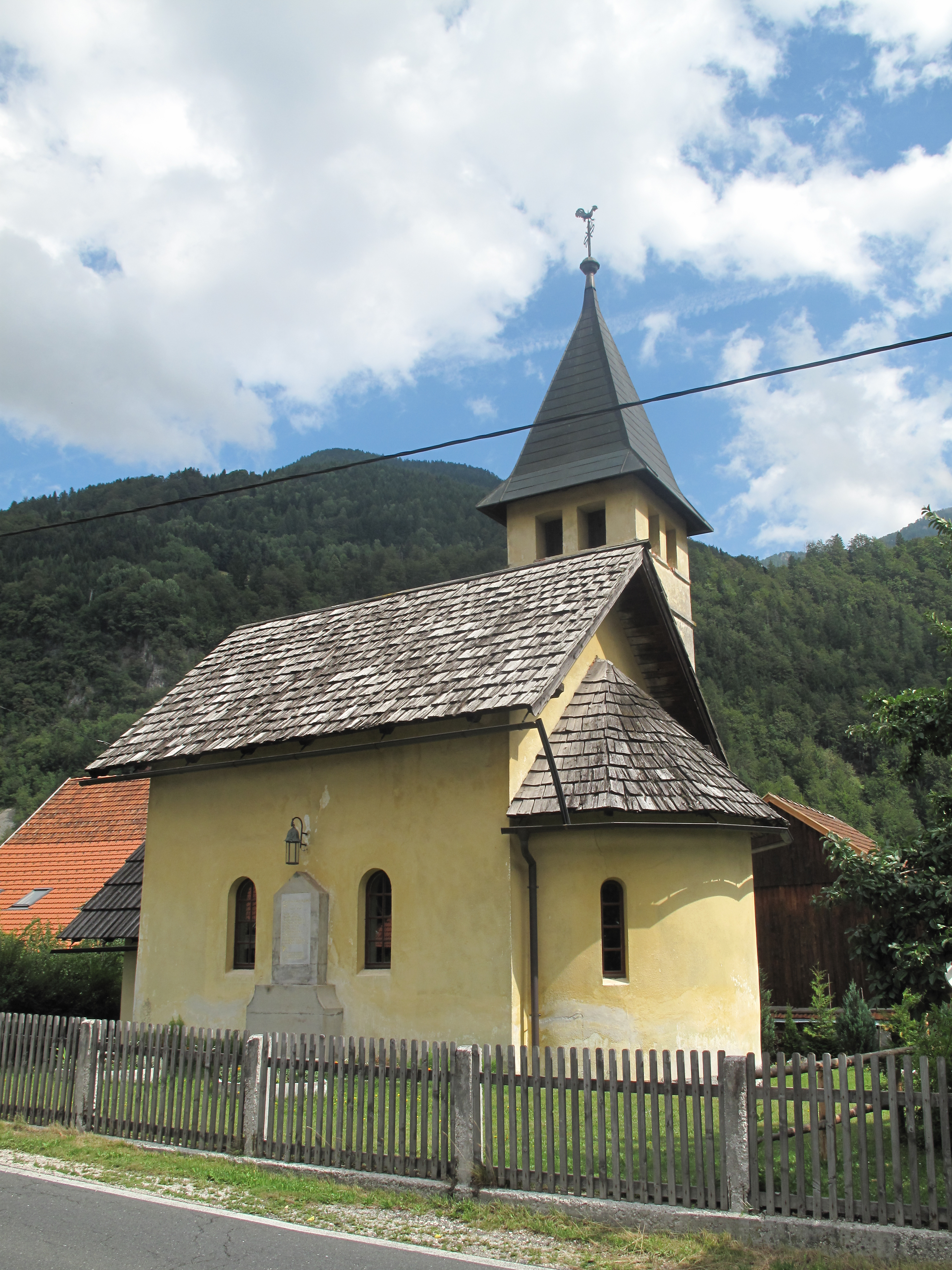
La chiesa del paese